# Genius – Die tausend Seiten einer Freundschaft
Genius – Die tausend Seiten einer Freundschaft (Originaltitel Genius) ist ein US-amerikanisch-britisches Filmdrama von Michael Grandage, das auf dem Buch Max Perkins: Editor of Genius von A. Scott Berg basiert und verschiedene historische Personen porträtiert, in erster Linie jedoch den Lektor Max Perkins und dessen große Entdeckung Thomas Wolfe. Der Film feierte am 16. Februar 2016 im Rahmen der Berlinale in Anwesenheit der beteiligten Schauspieler Colin Firth und Jude Law seine Premiere, wo er auch im Wettbewerb für den Goldenen Bären gezeigt wurde. Der Film kam am 10. Juni 2016 in ausgewählte US-amerikanische Kinos. In den deutschen Kinos wurde er erstmals am 11. August 2016 gezeigt.

## Handlung
Ende der 1920er Jahre lebt Max Perkins mit seiner treu sorgenden Ehefrau Louise und den fünf wohlgeratenen Töchtern in einer Villa am Stadtrand von New York. Eines Tages erhält der angesehene und bekannte Verlagslektor ein wildes, ungeordnetes 1000-Seiten-Manuskript des unbekannten jungen Nachwuchsschriftstellers Thomas Wolfe, das zuvor von allen anderen Verlagen in der Stadt abgelehnt wurde und das er kurz zuvor in einem letzten Versuch bei dem Verlag Charles Scribner’ Sons eingereicht hat, dem Arbeitgeber des Lektors. Perkins erkennt schnell das Einzigartige dieses Werkes, ist überzeugt, ein literarisches Genie entdeckt zu haben, und lädt den Autor ein.
Während des gemeinsamen Versuchs, das Werk herauszubringen, beginnt nicht nur ein schier endloser Kampf um jede Formulierung, sondern auch eine ganz besondere Freundschaft zwischen den beiden Männern. Perkins, der privat nur von Frauen umgeben ist, entwickelt väterliche Gefühle für seinen entdeckten Genius, auch wenn Wolfe arrogant und ungestüm ist und gerne trinkt. Perkins’ Verlag gibt den Roman mit großem Erfolg heraus. Auch wenn Wolfe die Gefühle seiner Mitmenschen oft mit Füßen tritt, kann er sie doch meisterlich beschreiben und avanciert so zum Liebling der New Yorker Gesellschaft. Als die beiden an Wolfes zweitem Roman Von Zeit und Strom arbeiten, muss Perkins diesen ebenfalls stark kürzen, während Wolfe unterdessen ständig neue Absätze hinzufügt. Es bleibt nur wenig Zeit für Familie oder eine romantische Beziehung, und Perkins muss seine Familie sogar allein in den Urlaub schicken, um konzentriert arbeiten zu können. Die ihn anfänglich unterstützende Geliebte Wolfes, die Kostümdesignerin Aline Bernstein, wird zunehmend eifersüchtig auf die beiden unzertrennlich scheinenden Männer. Wolfe erlebt eine Verwandlung. Hatte er das erste Buch noch seiner Geliebten gewidmet, ist das zweite seinem Lektor gewidmet – im Stil einer Grabinschrift.
Die vormals so enge Beziehung von Perkins und Wolfe beginnt zu bröckeln. Der Kontakt verliert sich. Wolfe fährt an die Westküste. Aufgrund der plötzlich aufgetretenen Gehirntuberkulose bricht er am Strand zusammen und wird später in ein Spezialkrankenhaus in Baltimore gebracht. Sein letzter Brief, den er auf dem Sterbebett schreibt, ist ein Abschiedsbrief an Perkins. Perkins erhält ihn erst nach Wolfes Beerdigung. Dieser greift die frühere Vertrautheit wieder auf und dankt seinem alten Freund für dessen Unterstützung. Perkins legt erstmals seinen Hut ab.

## Historischer Hintergrund
Max Perkins wurde, nachdem er kurze Zeit als Reporter für The New York Times gearbeitet hatte, 1910 im Verlagshaus Charles Scribner’s Sons als Lektor eingestellt und heiratete noch im selben Jahr Louise Saunders. Perkins’ erste große Entdeckung als Angestellter des Verlags war F. Scott Fitzgerald. Dessen dritter Roman The Great Gatsby (Der große Gatsby) wurde ein großer Erfolg. Perkins war auch als Lektor für Fitzgeralds Frau Zelda tätig. Durch die Fitzgeralds lernte Perkins den jungen Ernest Hemingway kennen, dessen Werk The Torrents of Spring das erste Buch war, das 1926 von Scribner’s verlegt wurde. Zudem förderte Perkins mit Thomas Wolfe einen zwar begabten Nachwuchsschriftsteller, dem es jedoch an jeglicher künstlerischer Selbstdisziplin mangelte. Perkins half ihm 1929 sein erstes Buch Look Homeward, Angel bei Scribner’s zu veröffentlichen. Den langen Brief, mit dem Wolfe seinen Bruch mit Perkins besiegelte, schrieb er am 15. Dezember 1936 und damit ungefähr zwei Jahre vor seinem Tod. Der Brief, den Perkins am Ende des Films öffnet, war Wolfes letzte Kontaktaufnahme mit dem Lektor. Er hatte ihn am 12. Januar 1938 geschrieben, während er im Hospital Seattle lag und bereits ahnte, dass er sterben würde. Der Brief ist kein Versuch der Versöhnung, sondern greift direkt die alte freundschaftliche und selbstverständliche Vertrautheit der beiden wieder auf.
Mabel Wolfe war die Schwester von Thomas Wolfe und glaubte als eines der wenigen Mitglieder seiner Familie an seine Fähigkeiten als Schriftsteller. Wolfes Romanze Aline Bernstein war eine erfolgreiche Kostümbildnerin und wurde 1950 für ihre Arbeit mit einem Tony Award ausgezeichnet. John Hall Wheelock hatte zur gleichen Zeit wie Perkins begonnen bei Scribner’s zu arbeiten und drei Jahre nach seinem Tod dessen Biografie Editor to Author: The Letters of Maxwell E. Perkins (1950) veröffentlicht.

## Produktion

### Stab und Besetzung
Nachdem zunächst Bill Pohlad die Regie übernehmen sollte, wurde er später durch Michael Grandage ersetzt. Es handelt sich bei Genius um das Filmdebüt von Grandage, der sich zuvor als Theaterregisseur einen Namen gemacht hatte und im Rahmen der Critics’ Circle Theatre Awards bereits viermal als Bester Theaterregisseur und 2010 mit dem Tony Award ausgezeichnet wurde. Das Drehbuch schrieb John Logan. Abweichend von der Romanvorlage konzentrierte sich Logan bei seiner Drehbuchadaption auf die Beziehung von Perkins und dem jungen Wolfe.
Früh wurde die Besetzung von Max Perkins mit Colin Firth bekannt. Der Schauspieler musste sich vor den Dreharbeiten in die Werke von Thomas Wolfe einlesen, den er zuvor nicht kannte. Nachdem zuerst der Schauspieler Sean Penn und später Michael Fassbender für die Rolle von Perkins’ Genie (im Englischen Genius), Thomas Wolfe, vorgesehen waren, wurde im April 2014 bekannt, dass Jude Law diese übernehmen würde. Nach eigenen Aussagen erhielt Law von einem Dialekttrainer und seiner Schauspielkollegin Laura Linney in Vorbereitung auf die Rolle Hilfe, den Südstaatenakzent zu erlernen, den der in North Carolina geborene Wolfe sprach. Ebenfalls im April 2014 wurde die Besetzung der Rolle von Aline Bernstein mit Nicole Kidman bekannt. Am 1. August 2014 wurde bekannt, dass Laura Linney im Film die Rolle von Louise Saunders erhalten hatte. Im September 2014 folgte die Besetzung von Ernest Hemingway mit Dominic West und von F. Scott Fitzgerald mit Guy Pearce. Vanessa Kirby folgte im Oktober 2014.

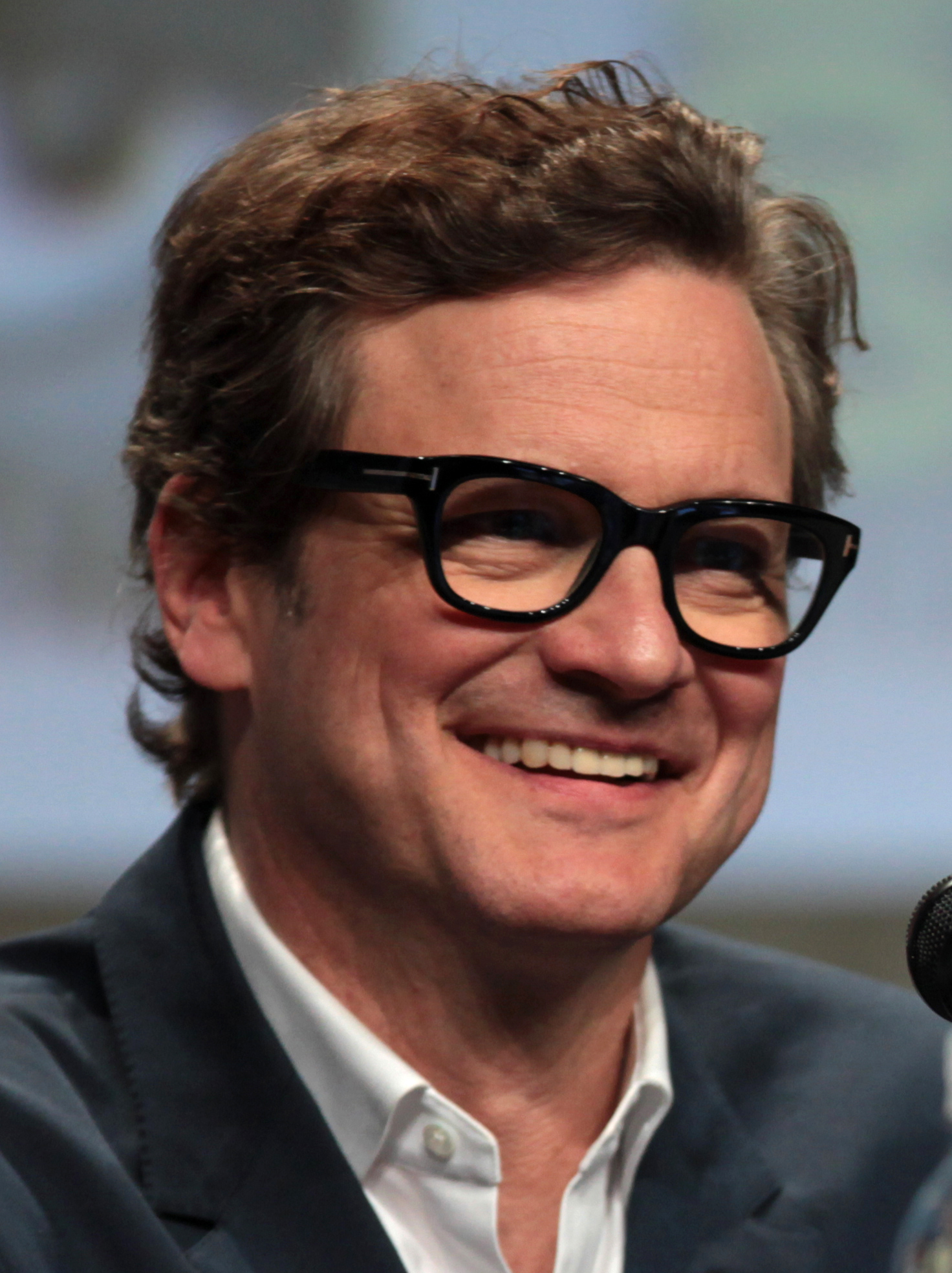
Colin Firth (2014)
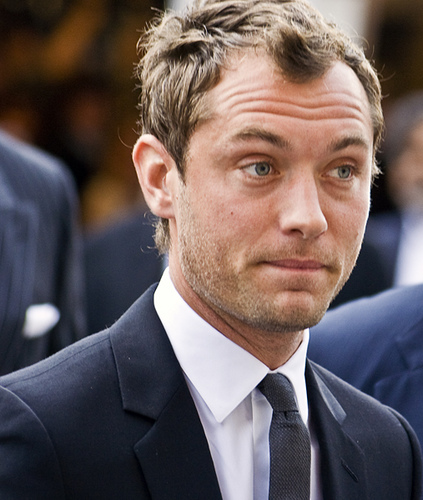
Jude Law (2007)
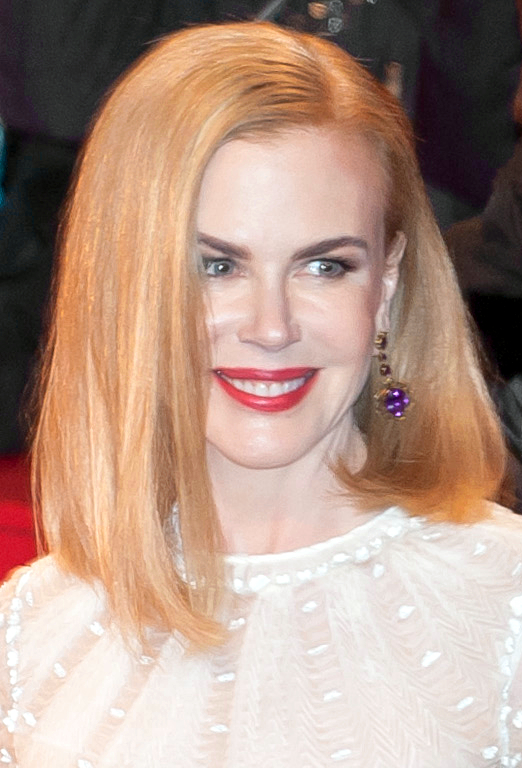
Nicole Kidman (2015)
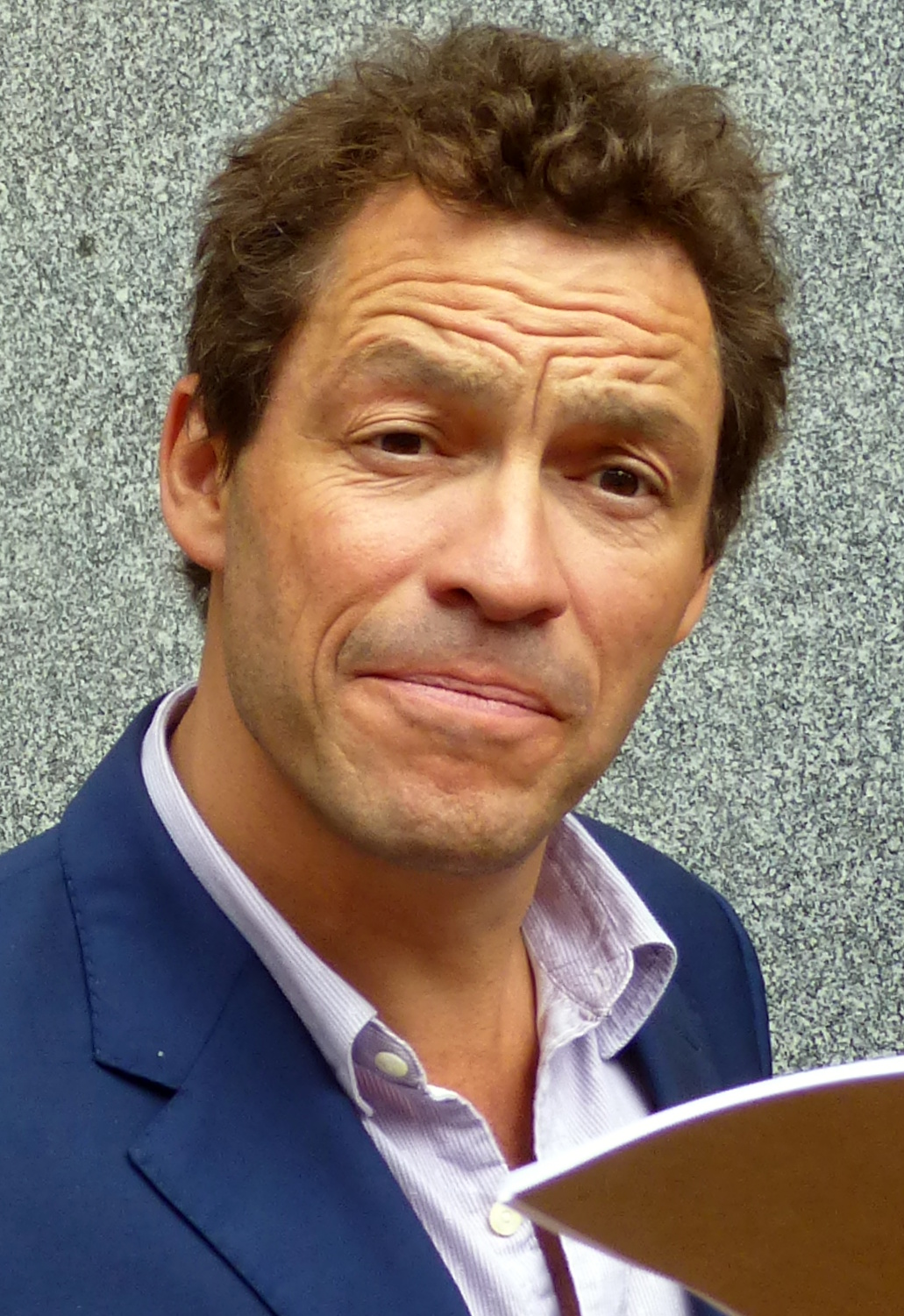
Dominic West (2014)
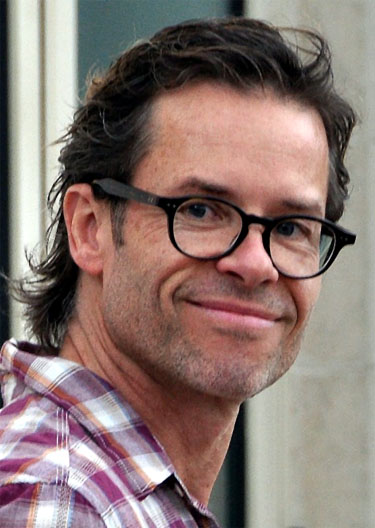
Guy Pearce (2012)
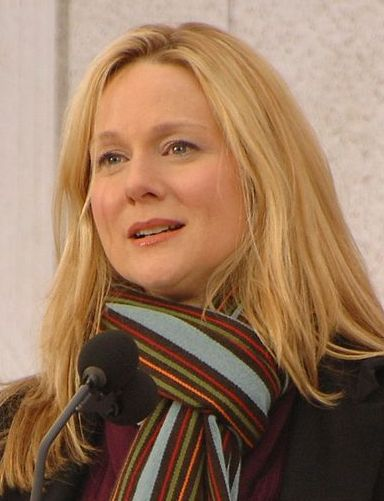
Laura Linney (2009)

### Dreharbeiten
Die Dreharbeiten begannen am 19. Oktober 2014 in Manchester und wurden am 12. Dezember 2014 beendet. Weitere Drehorte im Vereinigten Königreich waren Chatham  in der Grafschaft Kent, der Black Park in Wexham in der Grafschaft Buckinghamshire und das Railway Centre in Didcot im Süden von Oxfordshire.

### Vertrieb und Veröffentlichung

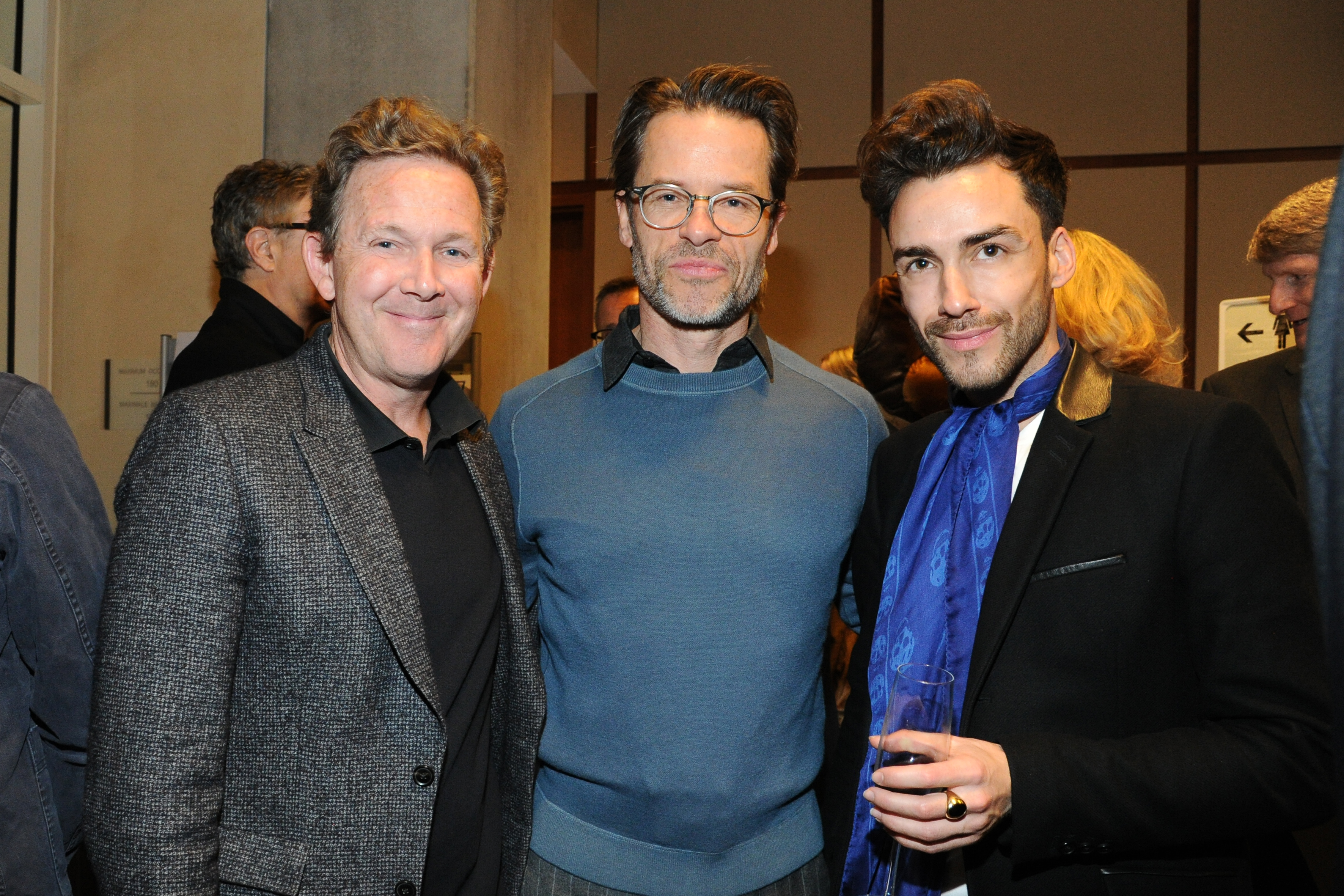
Guy Pearce (Mitte) bei der Berlinale in der US-Botschaft

Im Mai 2015 wurde bekannt, dass sich Lionsgate die US-Rechte am Film gesichert hatte.  Der Film feierte am 16. Februar 2016 im Rahmen der Berlinale in Anwesenheit der beteiligten Schauspieler Colin Firth und Jude Law seine Premiere, wo er auch im Wettbewerb für den Goldenen Bären gezeigt wurde. Der Film kam am 10. Juni 2016 in ausgewählte US-amerikanische Kinos. In den deutschen Kinos wurde der Film ab 11. August 2016 gezeigt. In China, wo der Film zu den 34 ausländischen Produktionen gehörte, die dort im Jahr 2017 gemäß einer Quote gezeigt werden durften, kam er am 10. März 2017 in die Kinos.

## Rezeption

### Kritiken
David Rooney von The Hollywood Reporter beschreibt die filmische Aufarbeitung des historischen Umfelds: Der Film hätte mit ein oder zwei Einstellungen des geschäftigen Fußgängerverkehrs auf der Fifth Avenue außerhalb des Scribner-Gebäudes weniger auskommen können. Aber die Darstellung von New York zu einer Zeit, in der ein wichtiges Kapitel der Geschichte der Stadt geschrieben wurde, ist hübsch texturiert. Andreas Borcholte von Spiegel Online spricht bei Genius von einem warmherzig inszenierten Literaten- und Historiendrama. Anke Westphal von der Berliner Zeitung glaubt: „Genius“ berührt den Zuschauer, tritt ihm aber nicht zu nahe. Genau hierin liege aber auch das Problem des Films, denn am Ende gehe man unverändert aus dem Kino: Man hat wieder einmal einige Blicke in menschliche Abgründe gewagt, die indes auch nicht so verstörend wirkten, als dass man sein Leben nicht  fortsetzen könnte wie bislang. „Genius“ ist gepflegtes, anspruchsvolles Unterhaltungskino – und damit etwas, was seine vollkommene Berechtigung hat.
Michael Sennhauser vom SRF bezieht seine Kritik insbesondere auf die Arbeit des Regisseurs: Der Theatermann Michael Grandage inszeniert seinen ersten Film flüssig und bewegt. Doch 'Genius' leidet am gleichen Problem wie die meisten Filme über den Literaturzirkus: Er muss die Energie aus den Figuren beziehen, die eigentlich aus den Texten kommen müsste. Auch wenn der Film allen Konventionen des Bücherfilms folge, schaffe es Genius nach Sennhauser aber dennoch, ein paar Momente  einzufangen, die aus der Sprache und ihrer Musikalität heraus funktionieren – nicht einfach über die Illustration menschlicher Dynamik. Dennoch wird die schauspielerische Leistung der beiden Protagonisten im Großen und Ganzen gelobt. So meint Anke Sterneborg von RBB Kulturradio: Der Brite Jude Law spielt den amerikanischen Autor als überspanntes, extrovertiertes Genie am Rande des Wahnsinns, wobei der Akzent aufgesetzt wirkt. Dagegen brilliert Colin Firth auf bärenwürdige Weise als distinguiert zurückhaltender und feinfühliger Lektor, der mit klarem Willen kürzt und zugleich damit hadert, ob er zu großen Einfluss auf das Werk nimmt.
Patrick Wellinski von Deutschlandradio Kultur sieht in Genius einen Männerfilm, der den im Film gezeigten Frauen gegenüber unfair sei, besonders Zelda Fitzgerald gegenüber. Hierdurch verliere der Film ein gewisses Gefühl für die Realität [...], von der er erzählen will. In Bezug auf die im Film gezeigten Männer, besonders in einer Szene, in der Perkins und Wolfe gemeinsam versuchen das Skript zu kürzen, stellt sich Wellinski die Frage: Wer ist eigentlich das Genie? Der Schriftsteller oder sein Lektor? Eine Antwort auf diese Frage glaubt Peter von Becker vom Tagesspiegel gefunden zu haben: Der eine ist das Genie des Schreibens, der andere ein Genie – der Freundschaft.

### Einspielergebnis
Die weltweiten Einnahmen des Films belaufen sich auf 5,7 Millionen US-Dollar.

### Auszeichnungen (Auswahl)
Film by the Sea 2016
- Nominierung für den Film and Literature Award (Michael Grandage)

Goya Awards 2017
- Nominierung als Bester europäischer Film (Michael Grandage)[27]

Internationale Filmfestspiele Berlin 2016
- Nominierung als Bester Erstlingsfilm (Michael Grandage)
- Nominierung als bester Langfilm für den Goldenen Bären (Michael Grandage)